# Dans met mij (Gers Pardoel)
Dans met mij is een lied van de Nederlandse rapper Gers Pardoel in samenwerking met de Nederlandse rapper Willem. Het werd in 2014 als single uitgebracht en stond in hetzelfde jaar als elfde track op het album De toekomst is van ons van Gers Pardoel.

## Achtergrond
Dans met mij is geschreven door Willem de Bruin, Kim Arzbach, Vijay Kanhai, Gerwin Pardoel en Arjan Bedawi en geproduceerd door Soulsearchin'. Het is een nummer uit het genre nederhop. In het lied rappen en zingen de artiesten over hoe goed ze zijn op de dansvloer en hoe ze willen dat een mooie vrouw met hun gaat dansen. Het nummer werd uitgebracht met een tweetal remixes en een instrumentale versie op de single. De eerste remix was gemaakt door Apster & JustOne en de tweede door The Prime. 
Het is de eerste keer dat de artiesten als soloartiesten met elkaar samenwerken. Wel waren zij beide te horen bij Broodje Bakpao, waarin Willem als onderdeel van The Opposites aan het lied deelneemt.

## Hitnoteringen
De artiesten hadden weinig succes met het lied in de hitlijsten van het Nederlands taalgebied. Er was geen notering in de Single Top 100 en ook de Nederlandse Top 40 werd niet bereikt. Bij laatstgenoemde kwam het tot de zestiende plaats van de Tipparade. Ook de Vlaamse Ultratop 50 werd niet bereikt. Hier kwam het tot de 56e positie van de Ultratip 100.